# Krk
Krk (Veglia em italiano e Curicta em latim) é a maior ilha da Croácia e do mar Adriático com cerca de 405 km², localizada no norte do mar Adriático perto do continente.
A maior cidade da ilha é Krk com 5.491 habitantes (2001) e a população total da ilha incluindo as outras cidades conta com 16.402 habitantes (2001).